# Vilgot Bengtsson
Vilgot Bengtsson var en svensk fotbollsspelare (högerytter) som representerade Gais i Allsvenskan 1941/1942.
Bengtsson kom till Gais från IK Virgo 1941, men spelade bara sammanlagt 6 allsvenska matcher (1 mål) under hösten samma år innan han våren 1942 gick till Örgryte IS i division II. 1946 nämns han som spelande för Mölnlycke IF.